# Imminkplein
Het Imminkplein is het eerste arbeiderswijkje van IJsselstein gebouwd door de protestants-christelijke IJsselsteinsche Bouwmaatschappij in 1910. Het plein is vernoemd naar H.A.M. Immink, de initiatiefnemer van de bouw. Voor het ontwerp van dit woningbouwcomplex werd een prijsvraag uitgeschreven, die gewonnen werd door architect K. van den Berg uit Utrecht. Het complex bestaat uit acht grotere huizen aan de Poortdijk en 24 kleinere huizen, aan een hofje, bereikbaar vanaf de Poortdijk.
In de volksmond noemde men het plein ook wel het roode dorp door het gebruik van rode dakpannen en de politiek 'rode' bewoners.

## Beschrijving
Het complex aan het Imminkplein en de Poortdijk bestaat in totaal uit 32 woningen in vijf typen. Het complex is in 1910 gebouwd. Het bestaat uit twee blokken aan de Poortdijk, met een smalle doorgang naar het plein. Aan het plein staan aan beide kanten twee woonblokken die terugliggen ten opzichte van de toegang. Geheel achteraan staat zowel links als rechts een nog verder teruggeplaatst woonblokken. De achterwand van het plein wordt gevormd door drie blokken, waarvan het middelste iets naar voren is gebouwd. Alle panden bestaan uit een bouwlaag onder een dak evenwijdig aan plein dan wel weg. Sommige panden zijn voorzien van steekkappen. De voorgevel bevat een deur onder een geprofileerd kalf en bovenlicht. Daarnaast is een driedelige vensterpartij aangebracht. De woningen met topgevel voorzien van steekkap hebben twee draaivensters en zijn bovenlangs omgeven door een houten topgevelbetimmering. Deze vormgeving is geïnspireerd op de Engelse landhuisstijl. Alle goten rusten op geprofileerde houten klossen.